# إدوارد جون تريلاوني
كان إدوارد جون تريلاوني (13 نوفمبر 1792 - 13 أغسطس 1881) كاتبًا وروائيًا ومغامرًا بريطانيًا. اشتهر بصداقته مع شعراء الأدب الرومانسي أمثال بيرسي بيش شيلي وجورج غوردون بايرون. وُلد تريلاوني في عائلة متواضعة الدخل لكنها تتمتع بتاريخ عائلي كبير. كانت علاقته بوالده متوترة على الرغم من أن والده أصبح ثريًا بينما كان هو طفلًا. أرسل إلى المدرسة بعد طفولة سعيدة. عُين كمتطوع في البحرية الملكية البريطانية بعد أيام قليلة من بلوغه الثالثة عشر.
خدم تريلاوني على عدة سفن كمتطوع في سنوات المراهقة. كما سافر إلى الهند وشارك في المعارك ضد البحرية الفرنسية. لم يهتم بنمط الحياة البحري، وترك الخدمة في سن الـ19 قبل أن يُعين ضابطًا. تزوج في إنجلترا لفترة وجيزة وعانى من حياة تعيسة بعد اعتزاله البحرية. انتقل بعدها إلى سويسرا ولاحقًا إلى إيطاليا حيث التقى شيلي وبايرون. أصبح صديقًا للشاعرين كليهما، وساعدهما في تعلم فن الإبحار. كان يستمتع بابتكار قصص متألقة عن وقته في البحرية، وفي إحداها ادعى أنه هرب وأصبح قرصانًا في الهند. كان تريلاوني هو من تعرف على هوية شيلي بعد وفاته، ونظم الجنازة والدفن.
سافر تريلاوني إلى اليونان مع لورد بايرون للمشاركة في حرب الاستقلال اليونانية. انفصل بايرون وتريلاوني قرب اليونان، وسافر تريلاوني إلى داخل اليونان ليعمل وكيلًا للورد بايرون. اهتم تريلاوني بالتحضيرات لجنازة بايرون بعد وفاته وشيع جثمانه إلى إنجلترا. كما كتب نعيه. انضم تريلاوني لقضية الثورة اليونانية أوديسياس أندروتسوس وساعده في تزويده بأسلحة إضافية. كما تزوج من تارسيتسا شقيقة أندروتسوس. تولى تريلاوني السيطرة على قلعة أندروتسوس في الجبال بعد أن خرج أندروتسوس من خاصة الحكومة اليونانية واعتُقل. نجا تريلاوني خلال هذه الفترة من محاولة اغتيال. طلق تارسيتسا وعاد إلى إنجلترا عقب مغادرة اليونان. حظي باستقبال حسن من أعضاء المجتمع في لندن. كتب مذكرات بعنوان مغامرات ابن أصغر. سافر إلى أمريكا لمدة عامين بعد نشر الكتاب وقبل العودة إلى بريطانيا. أصبح ناشطًا سياسيًا لكنه تزوج مرة أخرى وانتقل إلى ريف ويلز.
عاش حياة الفارس في الريف لمدة 12 عامًا وأصبح يعول أسرة مع زوجته الثالثة. انفصلوا في النهاية وعاد إلى لندن مع عشيقة. كتب كتابًا عن شيلي وبايرون واستُقبل الكتاب بحفاوة. أصبح قريبًا من العديد من الفنانين والكتاب البارزين في لندن. كما تمكن من مشاركة خبرته المباشرة مع الكتاب الرومانسيين مع أولئك الفيكتوريين الرائدين في ذلك الوقت. اعتزل في سومبتينج، حيث عاش حياة زاهدة. توفي في سومبتينغ عن عمر يناهز 88 عامًا، إذ تجاوز في العمر معظم أصدقائه من عصر الرومانسية.

## النشأة
بقي مكان ولادة تريلاوني غير معروف، على الرغم من أنه ادعى أنه ولد في كورنوال. كما ادعى بعض كاتبي سيرته أنه ولد في لندن، حيث عُمِّد باسم جون تريلاوني في مرليبون في 29 نوفمبر 1792. كان والده، تشارلز تريلاونيبريرتون (نسل السير جوناثان تريلاوني الثاني بارونت، الذي تزوج ماري، ابنة السير إدوارد سيمور الثاني بارونت، نسل إدوارد سيمور دوق سومرسيت) ضابطًا بريطانيًا اعتزل الخدمة بعد ترقيته إلى رتبة مقدم. كانت والدته، ماريا هوكينز، من أصل كورنيشي. ورثت والدته مبلغًا صغيرًا من المال من والدها، لكن العائلة أنفقت معظم الميراث بسرعة. ورث والده مبلغًا كبيرًا من أحد أقربائه الأثرياء وهو في عمر السادسة. استخدمت العائلة الميراث بسرعة للانتقال إلى لندن، حيث عاشوا في منزل كبير. كان يتعين على والده اعتماد اسم «بريرتون» كلقب عائلي شرطًا لتلقي الميراث. أراد أوين بريرتون، ابن عمه، أن يلازم اسمه الأخير ثروته. عاشت العائلة في تشيشير عندما كان إدوارد شابًا.
بدأ يشير إلى نفسه باسم إدوارد في فترة شبابه، وهو الاسم الذي استخدمه معظم أصدقائه. اشتهر باسم «جون إدوارد» لاحقًا ولعدة سنوات. يتذكر إدوارد لاحقًا أن والده كان يمتلك طبيعة عنيفة، ووصف شخصية والده كثيرًا بأنه «مستبد». حاول والده حساب القيمة المالية لجميع أقاربه وأبقى سجلات مفصلة للأرقام. كان لأجداد إدوارد تريلاوني الآخرين طباع حادة جدًا تمامًا كوالده. كان خاله الأكبر من جهة والدته، السير كريستوفر هوكينز، ثريًا كذلك. حظي بمقعد في مجلس العموم. أصبح والد إدوارد عضوًا في البرلمان البريطاني عام 1809. أُلقي على مسامعه في الطفولة تاريخ أسلافه ومغامراتهم. ليفتخر بوجود أسلاف مرموقين مثل أسلافه عند البلوغ. يرجع تاريخ عائلته المسجلة إلى عهد إدوارد المعترف وتشمل العديد من المواطنين البارزين.
كان لدى إدوارد خمسة أشقاء عاشوا حتى البلوغ وعدة أطفال توفوا في الطفولة. كان إدوارد يشاطر شقيقه هاري تريلاوني احتقاره لوالدهما. كان إدوارد قريبًا من والدته على الرغم من كرهه لوالده. عملت والدته بجد لإيجاد أزواج أثرياء لبناتها إذ أصبحت محط سخرية. كما وجد العديد من الناس أنها شخص غير محبوب مع تقدمها في العمر. اعتبر والدا تريلاوني أولادهما فريسة للخطايا واتخذوا إجراءات حازمة لمحاولة زرع الشعور بالانضباط فيهم. شعر تريلاوني بالاستياء جراء معاملته بهذه الطريقة.
كان لدى إدوارد شقيق واحد فقط وهو هاري تريلاوني. كانا قريبين في العمر وأصدقاء حميمين خلال طفولتهما. كان هاري هادئًا ومتحفظًا، ما يتناقض بشدة مع شخصية إدوارد الانبساطية والمتحدية.
حكى إدوارد تريلاوني قصصًا عن طفولته بعد بلوغه. ركزت القصص على سمة التحدي عنده وإخفاء الأشياء عن الآخرين. كانت، من بين تلك القصص، القصة التي يرويها كثيرًا عندما قتل غرابًا شرسًا كان يخص والده. استشهد بهذا الحدث على مذهبه في قبول الإهانات قبل انتقامه عند القشة التي تقصم ظهر البعير. وصف لاحقًا حادثة الغراب في سيرته الذاتية، مغامرات ابن أصغر. وصف القتال مع الغراب بأنه «أسوأ معركة» خاضها.